# Ланента (Лодзинське воєводство)
Ланента (пол. Łanięta) — село в Польщі, у гміні Ланента Кутновського повіту Лодзинського воєводства.
Населення — 607 осіб (2011).
У 1975-1998 роках село належало до Плоцького воєводства.

## Демографія
Демографічна структура станом на 31 березня 2011 року:
|          | Загалом | Допрацездатний вік | Працездатний вік | Постпрацездатний вік |
| -------- | ------- | ------------------ | ---------------- | -------------------- |
| Чоловіки | 301     | 61                 | 211              | 29                   |
| Жінки    | 306     | 78                 | 174              | 54                   |
| Разом    | 607     | 139                | 385              | 83                   |